# 朱林雨
朱林雨（英語：Bubble Zhu，2000年11月15日—），中国大陆女艺人。现隶属于嘉行新悦经纪公司，A嘉新生成员。2019年主演青春剧《我曾记得那男孩》，而進入演藝圈。
2020年参加爱奇艺自制选秀类综艺节目青春有你2。同年，主演古裝律政劇《春家小姐是訟師》。

## 个人资料
朱林雨2000年11月15日出生于中国河南省。2018年，她成为嘉行新悦A嘉新生。

## 個人生活
2021年7月20日，朱林雨在自己的个人社交平台透露。她已被四川传媒学院戏剧演艺学院表演（本科）录取，同时她的经纪公司官网也更新了相关内容。

## 早年經歷
2000年11月15日，朱林雨出生于河南省郑州市，并在那里读书、成长。她从小学习舞蹈，上初中之前被一位韩国男明星的舞台表演圈粉，激发了她成为一名练习生的愿望。朱林雨高中毕业于北京舞蹈学院附中音乐舞蹈综合专业。2018年12月，签约于嘉行传媒旗下全资子公司嘉行新悦公司，从而进入演艺圈。

## 演藝经历

### 2019年至今：主演《我曾记得那男孩》、参加《青春有你2》
2019年，与冯琬贺，周柯宇合作主演校园青春成长治愈剧《我曾记得那男孩》，在剧中饰演女一号周静芒。2021年已播出。
2020年2月4日，出演歌手王琳凯（小鬼）的单曲MV《到底要怎么样》上线；3月12日，朱林雨参加了爱奇艺自制选秀类综艺节目《青春有你2》。初评级阶段和位置测评取得C评级，后在主题曲考核拿到B。第一轮顺位排名第45名，第二轮顺位排名第31名，在第三轮顺位排名以34名的排名淘汰。 8月7日，与庄达菲、黄俊捷、樊治欣等联袂主演的古装律政剧《春家小姐是讼师》 在横店开机，饰演古灵精怪的阿意离；10月2日，参加的少儿音乐节目《童声唱》在中央电视台音乐频道播出，与刘书彤合唱《倒叙的时光》
2021年2月22日，与周柯宇、冯琬贺领衔主演的校园青春剧《我曾记得那男孩》开播，在剧中饰演呆萌可爱的乖乖女周静芒；3月15日，参与的互动微综栏目《克拉热播现场》直播播出；3月17日，参与的直播音乐知识普及节目《音乐公开课》在中央电视台音乐频道播出，与蔡翊昇合唱《天下有情人》《天涯》。9月14日，與梁森、侯立、馬芯妤等主演《家主大人請指教》在象山影視城開機。
2023年3月24日，与庄达菲、黄俊捷、樊治欣等联袂主演的古装律政剧《春家小姐是讼师》在爱奇艺播出，饰演古灵精怪的阿意离。6月22日，主演的《古相思曲》播出。

## 音乐作品

### 青春有你2
| 发行时间 | 歌曲名称（歌曲说明）                             | 原唱者                                                                           |
| -------- | ------------------------------------------------ | -------------------------------------------------------------------------------- |
| 2020     | 《绿光》（初评级舞台）                           | 孙燕姿                                                                           |
| 2020     | 《恋爱循环》（非官方中文翻译版）（位置测评歌曲） | 花泽香菜                                                                         |
| 2020     | 《Yes! Ok!》（《青春有你2》主题曲)               | 青春有你2训练生                                                                  |
| 2020     | 《有点甜》（小组竞演歌曲）                       | 汪蘇瀧／BY2                                                                      |
| 2020     | 《MAMA-Chinese version》（小组复仇歌曲）         | EXO-M                                                                            |
| 2020     | 《敲敲》(主題考核歌曲)                           | 敲敲组 (与林凡/莫寒/张楚寒/傅如乔/林小宅/蔡卓宜演出)                             |
| 2020     | 《it's ok》(《青春有你2》师兄组合作舞台）        | 偶像練習生 (林彥俊/尤長靖/靈超/畢雯君/李希侃/董又霖/林超澤/鄭鋭彬/王琳凱/黃明昊) |

## 影视节目

### 综艺节目
| 日期                   | 播出平台 | 节目名称             | 备注                  |
| ---------------------- | -------- | -------------------- | --------------------- |
| 2020年3月12日－6月10日 | 爱奇艺   | 《青春有你第二季》   | 参赛者                |
| 2020年3月26日-6月10日  | 爱奇艺   | 《青春加點戲》       | 《青春有你2》衍生團綜 |
| 2020年8月6日-8月7日    | 芒果tv   | 《密室大逃脫聯動版》 | NPC                   |

### 電視劇
| 首播日期      | 名稱                               | 播出平台        | 角色   | 備註   |
| 2021年2月22日 | 《我曾记得那男孩》（网络剧）       | 騰訊視頻&芒果TV | 周靜芒 | 女主角 |
| 2023年3月24日 | 《春家小姐是讼师》（古裝剧）       | 愛奇藝          | 阿意離 | 主演   |
| 2023年6月22日 | 《古相思曲》（古裝剧）             | bilbil          | 倚華   | 主演   |
| 2024年        | 《家主大人請指教》（古裝剧）       | 待播            | 待播   |        |
| 2022年7月開機 | 《今天的她也是如此可爱》（校園劇） | 待播            | 待播   | 女主角 |

### 電影
| 上映年份 | 電影名   | 角色 |      |
| 待播     | 盼暖春来 | 待播 | 主演 |